# 34 Virginis
34 Virginis är en vit stjärna i huvudserien i Jungfruns stjärnbild.
Stjärnan har visuell magnitud +6,09 och är svagt synlig för blotta ögat vid god seeing. Den befinner sig på ett avstånd av ungefär 270 ljusår.